# Carl Fredric Arosenius
Carl Fredric Arosenius, född 21 april 1778 i Söderbärke församling, Kopparbergs län, död 17 april 1839 i Norrköpings Hedvigs församling, Östergötlands län, var en svensk fabrikör och riksdagsman. Han var son till Petrus Westrén, som tog namnet Arosenius, och far till Jacob Fredrik Neikter Arosenius.
Arosenius, som blev filosofie magister i Uppsala 1800, företog flera utrikesresor för att studera färgeriteknik och klädesfabrikation, anlade olika kemisk-tekniska fabriker i Sverige samt 1814 en "normalfabrik för finaste kläden" i Norrköping. Han fick 1808 assessors titel. Arosenius var riksdagsman i borgarståndet för Norrköping vid riksdagarna 1812, 1815 och 1828/30. Han var då bland annat ledamot i konstitutionsutskottet vid samtliga bevistade riksdagar, statsutskottet 1815 och 1828/30 samt bankoutskottet, allmänna besvärs- och ekonomiutskottet 1828/30. Åren 1827 och 1828 var han statsrevisor. År 1837 blev han lärare vid Ebersteinska skolan i Norrköping och verkade kraftigt för tillgodogörandet i Sverige av nya utländska rön på teknikens område. Han var ledamot av Vetenskapsakademien (1821) och Lantbruksakademien (1827).